# Computer Animation Production System
Il Computer Animation Production System (CAPS) era una collezione proprietaria di programmi informatici, sistema di scansione di ripresa, server, workstation e custom desk sviluppati da The Walt Disney Company e Pixar alla fine degli anni ottanta. Sebbene obsoleta già a metà degli anni 2000, essa riuscì a ridurre, attraverso una vasta gamma di nuovi strumenti digitali, i costi per i processi di inchiostrazione, pittura e post-produzione dei film d'animazione tradizionali prodotti da Walt Disney Animation Studios.

## Storia ed evoluzione
Alla fine degli anni settanta, il Computer Graphics Lab del New York Institute of Technology (NYIT) sviluppò un sistema "scan and paint" per la cel-animation, venendo impiegato per la prima volta nel cortometraggio televisivo di ventidue minuti Measure for Measure. L'avanzamento tecnologico dell'industria dei computer negli anni ottanta spinse Marc Levoy della Cornell University e la Hanna-Barbera Productions a realizzare un nuovo programma di animazione video.
Il processo CAPS venne impiegato per la prima volta per creare i titoli di testa di The Magical World of Disney, in cui Topolino si trova nell'attrazione Spaceship Earth di Epcot. Il suo primo utilizzo al cinema fu per La sirenetta del 1989 per creare la sequenza dell'arcobaleno alla fine del film. Tutti i lungometraggi successivi vennero completamente realizzati con il CAPS; tra questi, Bianca e Bernie nella terra dei canguri fu il primo ad essere animato totalmente in digitale. La bella e la bestia, Aladdin, Il re leone e Il gobbo di Notre Dame videro invece l'integrazione dell'animazione 2D con quella 3D.
Sulle prime, la Disney non discuteva del CAPS in pubblico, temendo che la magia sarebbe svanita se le persone avessero scoperto che erano coinvolti i computer per la creazione dei propri cartoni animati. Solamente nel 1994, il periodico Computer Graphics World discusse del sistema in uno dei suoi articoli.

## Riconoscimenti
Nel 1992, il team di sviluppo del CAPS ricevette dall'Academy of Motion Picture Arts and Sciences un Oscar al merito tecnico-scientifico. I membri erano:
- Randy Cartwright (Disney)
- David B. Coons (Disney)
- Lemuel Davis (Disney)
- Thomas Hahn (Pixar)
- James Houston (Disney)
- Mark Kimball (Disney)
- Dylan W. Kohler (Disney)
- Peter Nye (Pixar)
- Michael Shantzis (Pixar)
- David F. Wolf (Disney)
- Walt Disney Feature Animation Department

## Filmografia

### Lungometraggi
- La sirenetta (The Little Mermaid) (1989) (solo la scena finale)
- Bianca e Bernie nella terra dei canguri (The Rescuers Down Under) (1990)
- La bella e la bestia (Beauty and the Beast) (1991)
- Aladdin (1992)
- Hocus Pocus (1993)
- Nightmare Before Christmas (The Nightmare Before Christmas) (1993)
- Il re leone (The Lion King) (1994)
- Pocahontas (1995)
- Il gobbo di Notre Dame (The Hunchback of Notre Dame) (1996)
- Hercules (1997)
- Mulan (1998)
- Tarzan (1999)
- Fantasia 2000 (1999)
- Le follie dell'imperatore (The Emperor's New Groove) (2000)
- Atlantis - L'impero perduto (Atlantis: The Lost Empire) (2001)
- Lilo & Stitch (2002)
- Il pianeta del tesoro (Treasure Planet) (2002)
- Koda, fratello orso (Brother Bear) (2003)
- Mucche alla riscossa (Home on the Range) (2004)

### Cortometraggi
- Off His Rockers (1992)
- Trail Mix-Up (1993)
- Topolino e il cervello in fuga (Runaway Brain) (1995)
- John Henry (2000)
- Destino (2003)
- Lorenzo (2004)
- The Little Matchgirl (2006)